# Order Zasługi Sądownictwa Wojskowego
Order Zasługi Sądownictwa Wojskowego (port. Ordem do Mérito Judiciário Militar, skr. OMJM) – wojskowe, resortowe odznaczenie, ustanowione przez brazylijski Najwyższy Trybunał Wojskowy (Superior Tribunal Militar, skr. STM) 12 czerwca 1957, zatwierdzone Dekretem nr 43,195 z dnia 20 lutego 1958.
Przyznawane jest członkom Wojskowego Wymiaru Sprawiedliwości (Justiça Militar da União – JMU), oraz instytucjom i osobom cywilnym za zasługi lub dla okazania uznania i wdzięczności od JMU.
Order podzielony jest na cztery klasy:
- I klasa – Krzyż Wielki (Grã-Cruz);
- II klasa – Wysokie Wyróżnienie (Alta Distinção);
- III klasa – Wyróżnienie (Distinção);
- IV klasa – Dobra Służba (Bons Serviços).

Wielkim mistrzem orderu jest urzędujący prezydent Brazylii, a minister-przewodniczący STM jest kanclerzem orderu. Odznaczonymi z urzędu Krzyżem Wielkim są: prezydent, obaj przewodniczący izb Kongresu Narodowego, minister-przewodniczący Najwyższego Trybunału Federalnego i ministrowie-członkowie STM, w chwili objęcia funkcji.